# Boca del Sapo
Boca del Sapo es una formación rocosa y punto de peregrinación ubicado en el municipio de Copacabana, en el departamento de La Paz, Bolivia, a orillas del lago Titicaca.

## Leyenda
Según la leyenda que cuentan los pobladores de Copacabana, todas las noches un sapo salía del lago Titicaca y se volvía a esconder en las aguas al amanecer. Sin embargo, un día el animal se confundió pues el cielo estaba gris, no se dio cuenta de que ya había amanecido y no pudo sumergirse de nuevo en el lago, por lo que Inti lo castigó, haciendo que sus rayos lo convirtieran en piedra. Desde ese entonces, Copacabana cuenta con suerte, ya que el sapo es símbolo de prosperidad y fertilidad.

## Adoración

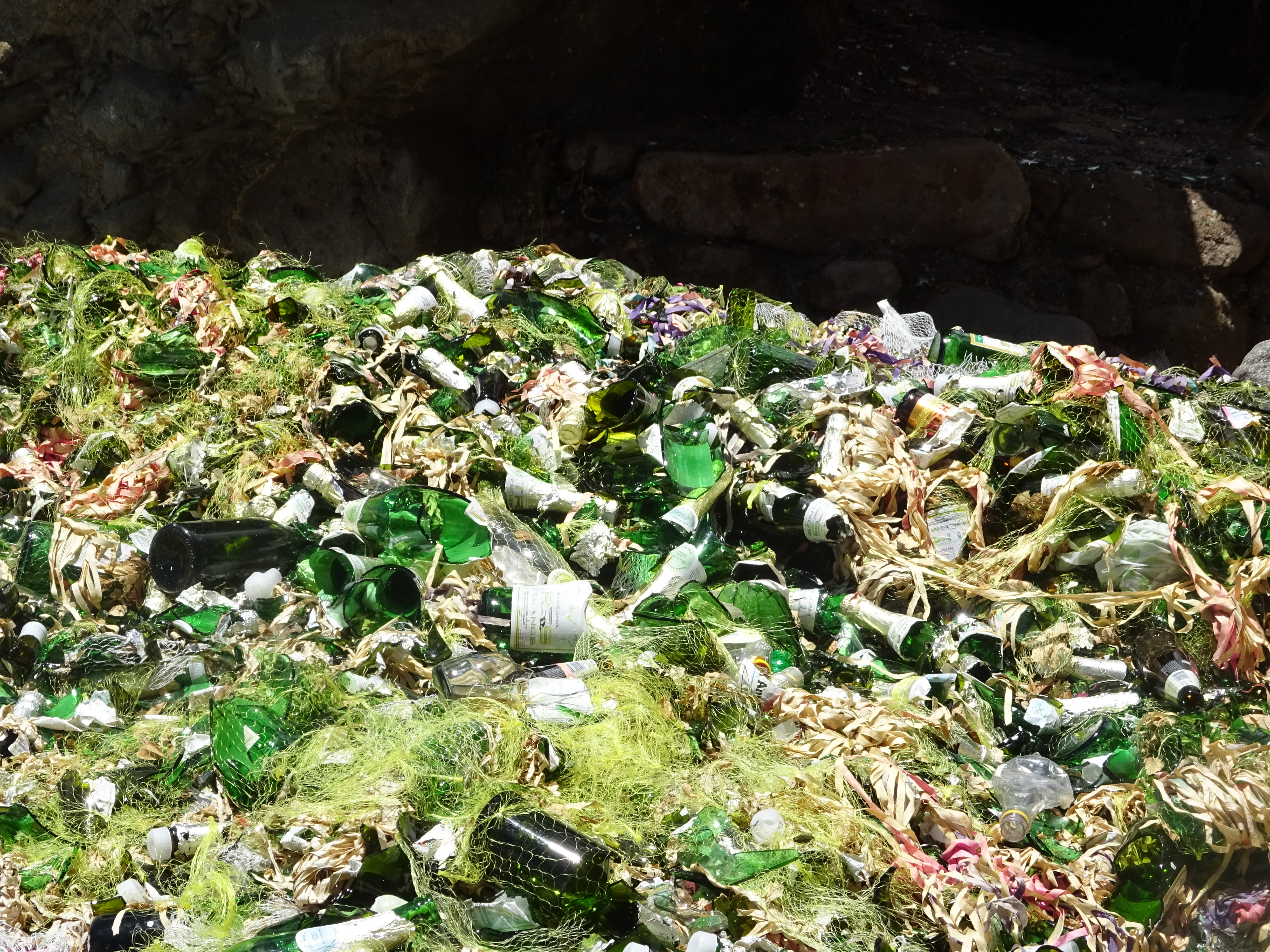
Botellas rotas al pie de la roca

Personas de Perú y Bolivia asisten todos los días a pedirle favores a la piedra, a la que consideran milagrosa. A cambio, ofrecen bebidas y alimentos, los cuales acomodan en la boca del animal, así como miniaturas, como autos y casas. Según la costumbre, deben lanzarse botellas de bebidas alcohólicas como cerveza y champán, siendo señal de buena suerte que se hagan añicos al chocar contra la "boca" de la piedra.La piedra recibe aún más visitas en agosto, en paralelo a los festejos de la Virgen de Copacabana.
Se puede llegar caminando, por detrás del calvario, o en lancha.   